# 聖盔谷之戰
聖盔谷之戰（Battle of the Helm's Deep）是英國作家托爾金奇幻小說《魔戒》裡的虛構戰爭。參戰雙方分別是薩魯曼的軍隊及在聖盔谷避難、以國王希優頓為首的洛汗人。

## 背景
自從希優頓被甘道夫解除了葛力馬·巧言的影響後，希優頓開始向艾辛河渡口進發，支援正與薩魯曼軍隊激戰的鄂肯布蘭德，但在希優頓抵達之前，鄂肯布蘭德部已經潰散，甘道夫建議希優頓暫時駐紮於聖盔谷號角堡，許多西境的民眾已經在那裡逃避戰亂。甘道夫則前往尋找潰散的鄂肯布蘭德部，企圖將他們引返聖盔谷協防。聖盔谷由西谷老將加姆林統領。婦女兒童則由伊歐玟集中在登哈洛。

## 戰役經過
由1萬名強獸人組成的薩魯曼大軍在午夜抵達聖盔谷，並強襲守軍。
薩魯曼大軍很快就擊破了出迎的守軍，迫使守軍退守堅壘。強獸人發動的多次進攻都被亂箭石頭擊退。經過多次衝擊下，薩魯曼大軍終到達城牆下，他們嘗試以攻城鎚擊破城門，但一股以亞拉岡和伊歐墨為首的守軍粉碎了這個企圖。
強獸人遂架起攻城梯攀上城牆，亞拉岡和伊歐墨則帶領守軍攻擊正在攀梯的敵軍。一些半獸人則經暗渠爬進城內，忙於應付梯上敵軍的守軍遭到內外夾擊，金靂及加姆林則帶領守軍擊退入侵的敵軍，金靂還組織軍隊堵塞暗渠。
薩魯曼大軍則炸開城牆，並重新經暗渠進入，守軍只得退守閃耀洞穴。
薩魯曼大軍很快就打破城門，大軍得以進入堡內。此時，聖盔谷的號角響起。希優頓及亞拉岡率領騎兵從堡內衝出去廝殺。
雙方都注意到許多野樹人堵塞住薩魯曼大軍的退路。接著，騎著影疾的甘道夫及鄂肯布蘭德率領一千兵力抵達戰場增援，他們很快就投入戰鬥。登蘭德人因極度懼怕甘道夫而喪失戰意，潰敗的半獸人則撤進由野樹人偽裝的「森林」，全軍覆沒。
戰事結束後，投降的野人得到希優頓的恩赦，被釋放回家（他們感到很驚奇，因為薩魯曼曾說洛汗人會把戰俘活活燒死）。洛汗人要把與野人之間的仇恨化解。野人後撤至艾辛河後，再也不到艾辛河的另一邊。戰死的野人遭到埋葬。

## 改編描述

### 雷夫·巴克西的動畫
聖盔谷之戰是雷夫·巴克西在1978年的《魔戒》動畫改編裡的重要部分，不過，動畫裡沒有透露戰役的名稱，巴克西將那要塞稱為聖盔谷，正如甘道夫對亞拉岡說
「在伊多拉斯和艾辛格之間有一個古老的要塞，人們稱它為聖盔谷。」
在動畫裡，薩魯曼的大軍由半獸人及少量座狼組成。
而那炸開城牆的「妖火」則是由艾辛格投過來，類似一些魔法（亞拉岡稱為艾辛格之炎）；在書裡，那只是一些爆炸品。
更重要的是，伊歐墨並沒有在戰爭初期出現，甘道夫騎著影疾去找他及他的騎兵，在戰爭末段，他們才抵達聖盔谷。

### 彼得·傑克遜的電影
在彼得·傑克森執導的電影《魔戒二部曲：雙城奇謀》裡，聖盔谷之戰也是重要部分，與雷夫·巴克西一樣，彼得·傑克遜的電影稱該要塞為聖盔谷，而非號角堡，如葛力馬·巧言對薩魯曼說：
希優頓不會留在伊多拉斯……他們會去到洛汗的要塞聖盔谷。
在電影裡，薩魯曼的一萬強獸人大軍包圍聖盔谷，聖盔谷僅有三百名洛汗人守軍（在戰爭爆發之前，勒苟拉斯曾說他們是以「三百人撼一萬人」，他所指的只是當時的情況，後來有更多洛汗人集結於聖盔谷，還有從羅瑞安趕來的二百名精靈援軍）。
守軍傷亡慘重，但他們能夠堅守到黎明，甘道夫連同以伊歐墨為首的二千騎兵抵達，戰局迅速逆轉，薩魯曼大軍敗潰。
勒苟拉斯以外精靈的來援是電影與小說裡的主要差別。在凱蘭崔爾的建議下，愛隆派遣以哈爾達為首的二百名精靈趕赴聖盔谷增援，在該場戰役，包括哈爾達在內的許多精靈戰死。在《魔戒二部曲：雙城奇謀》加長版裡，彼得·傑克遜說明了他為何作出這些改變。他解釋小說裡有說明到精靈在中土大陸各地征戰，但並沒有詳細說明。他想在電影裡體現精靈們的犧牲。不過，他沒有說明為何要將哈爾達置之死地。飾演精靈哈爾達的演員克萊格·帕克（Craig Parker）認為，這可能是要說明，永生的精靈也會死亡。
在電影的初期版本裡，愛隆和亞玟獨自會見凱蘭崔蘭，然後由亞玟領軍救援洛汗。後來，彼得·傑克遜將她「公主勇士」的角色修改得更貼近小說。
電影裡，薩魯曼的軍隊都是由強獸人組成。在戰事初期也看到一些人類混雜其中。
除了使用小說裡所寫的攻城鎚和攻城梯外，強獸人還使用投石器，而炸開城牆的「妖火」則是由一名士兵引爆。到戰爭的高潮部分，小說和電影裡也有一些差別。在小說裡，甘道夫連同鄂肯布蘭德的步兵增援；而在電影裡，甘道夫卻連同伊歐墨的騎兵增援。在小說裡，伊歐墨早已在聖盔谷裡。
彼得·傑克遜自身也在聖盔谷之戰裡客串飾演一名洛汗人戰士，他將一支戰矛投向強獸人部隊。
電影版本裡沒有登蘭德人或半獸人進攻聖盔谷，僅有一萬名強獸人而已。